# Michael Wayne
Michael Wayne, geboren als Michael Anthony Morrison (Los Angeles, 23 november 1934 - Burbank, 2 april 2003), was een Amerikaanse filmproducent en acteur. Hij was de oudste zoon van acteur John Wayne. 

## Biografie
Wayne studeerde af in het Bedrijfsmanagement aan de Loyola University in Californië. Na zijn studies diende hij het in U.S. Air Force Reserve. 
Wayne begon zijn filmcarrière in 1951 als productie-assistent in de film The Quiet Man. Hij ging aan de slag in het productiebedrijf van zijn vader: Batjac Productions, waar hij producent was van verschillende films. 
In 2003 stierf Wayne op 68-jarige leeftijd aan hartfalen, ten gevolge van de ziekte Lupus erythematodes.

## Filmografie

### Acteur
| Jaar | Productie        | Rol                  | Opmerking             |
| ---- | ---------------- | -------------------- | --------------------- |
| 1952 | The Quiet Man    | Teenage boy at races | Niet in de aftiteling |
| 1960 | The Conqueror    | Mongol guard         | Niet in de aftiteling |
| 1989 | Rapid Fire       | Eddy Williams        |                       |
| 1991 | The Lost Platoon | Hayden               |                       |

### Crew
| Jaar | Productie           | Functie               |
| ---- | ------------------- | --------------------- |
| 1952 | The Quiet Man       | Productie-assistent   |
| 1960 | The Alamo           | Co-producent          |
| 1963 | McLintock!          | Producent             |
| 1966 | Cast a Giant Shadow | Co-producent          |
| 1986 | The Green Berets    | Producent             |
| 1970 | Chisum              | Uitvoerende producent |
| 1971 | Big Jake            | Producent             |
| 1973 | The Train Robbers   | Producent             |
| 1973 | Cahill U.S. Marshal | Producent             |
| 1974 | McQ                 | Uitvoerende producent |
| 1975 | Brannigan           | Uitvoerende producent |